# Psammobates oculifer
Psammobates oculifer är en sköldpaddsart som beskrevs av Heinrich Kuhl 1820. Arten ingår i släktet Psammobates och familjen landsköldpaddor. Inga underarter finns listade i Catalogue of Life.
Psammobates oculifer lever i nordvästra Sydafrika, Botswana, Namibia och Zimbabwe.